# Jonas Holmqvist
Jonas Holmqvist (* 17. August 1982 in Halmstad) ist ein schwedischer Radrennfahrer.
Jonas Holmqvist begann seine Karriere 2001 bei dem Radsport-Team Crescent. In seinem zweiten Jahr gewann er das Scandinavian Open Road Race. 2003 wechselte er zu Team Bianchi Scandinavia, wo er zwei Etappen beim Ringerike Grand Prix gewann und so auch die Gesamtwertung für sich entscheiden konnte. Kurz darauf gewann er noch zwei Etappen beim FBD Insurance Rás und das Straßenrennen der schwedischen Meisterschaft. 2004 gewann Holmqvist eine Etappe bei Course de la Solidarité Olympique und wechselte am Ende der Saison zu Amore & Vita-Beretta.

## Erfolge
2002
- Scandinavian Open Road Race

2003
- Gesamtwertung und zwei Etappen Ringerike Grand Prix
- zwei Etappen FBD Insurance Rás
- Schwedischer Meister – Straßenrennen

2004
- eine Etappe Course de la Solidarité Olympique

## Teams
- 2001–2002 Team Crescent
- 2003 Team Bianchi Scandinavia
- 2004 Team Bianchi Nordic
- 2005 Amore & Vita-Beretta